# Nick Tate
Pour les articles homonymes, voir Tate.
Nick Tate, né le 18 juin 1942, est un acteur australien, principalement connu pour avoir joué le rôle d'Alan Carter dans la série télévisée Cosmos 1999.

## Les débuts
Nick Tate commence sa carrière dans le milieu du cinéma en étant assistant réalisateur à l'Australia Broadcasting Commission pendant six ans. Il est ensuite remarqué et joue un rôle de surfer (il était inscrit à un club de surf dont le capitaine était l'acteur Rod Taylor).
Après une pause due à son service militaire, il joue un rôle dans la série My Brother Jack, dont le succès lui permet d'aller tenter sa chance en Angleterre.
N'ayant pas réussi à percer, il retourne en Australie et renoue avec le succès en jouant dans The Canterbury Tales et Dynasty (à ne pas confondre avec la série américaine Dynastie).

## Cosmos 1999
Par l'intermédiaire de John Tate, son père, qui assurait des voix de seconds rôles dans la série Les Sentinelles de l'air, Nick Tate prend contact avec Sylvia Anderson et l'aventure de Cosmos 1999 commence.
Il devait initialement jouer le rôle d'Alphonse Catani, le copilote d'Alan Carter, mais comme l'acteur pressenti pour interpréter Carter refuse au dernier moment, le réalisateur du premier épisode, Lee H. Katzin, se laisse convaincre par Nick et lui donne le rôle.
Il est d'abord pris à l'essai pour six épisodes, puis signe un contrat définitif, le fait qu'il assure lui-même toutes les cascades de son personnage ayant pesé dans la balance.
Il sera à l'affiche des 48 épisodes formant les deux saisons de Cosmos 1999.

## Suite de sa carrière
Nick Tate apparaît ensuite dans plusieurs films, dont The Devil's Playground ou Un cri dans la nuit. On le retrouve par la suite en guest star dans de nombreuses séries télévisées (Arabesque, FX, effets spéciaux, X-Files, Farscape, Lost : Les Disparus, etc.). 
Il prête par ailleurs sa voix pour des bandes-annonces (Jurassic Park, Mission impossible) et dans des spots publicitaires (Guinness, etc.).
Tate et quatre autres acteurs anglophones célèbres pour prêter leur voix (Don LaFontaine, John Leader, Mark Elliot et Al Chalk) se sont réunis dans une parodie nommée 5 Men and a Limo (1997).
Nick Tate partage aujourd'hui son temps entre l'Australie et Los Angeles.

## Filmographie

### Cinéma
- 2014 : Lupin III (film) : Thomas Dawson [1]
- 2011 : Killer Elite : Commandant B
- 2007 : Killer Hacker (The Gene Generation) : un chirurgien
- 2006 : A Knight Lost : Frank Knight
- 2005 : The Vanished : Roy
- 1996 : Pluie de roses sur Manhattan (Bed of Roses) : Bayard
- 1993 : Silent cries (Silent Cries)
- 1992 : L'Œil public (The Public Eye) de Howard Franklin : Henry Haddock Jr.
- 1991 : Hook ou la Revanche du Capitaine Crochet (Hook) : Noodler
- 1991 : Cœur d'acier (Steel and Lace) : Duncan
- 1989 : Retour de la rivière Kwaï (Return from the River Kwai) : Commandant Hunt
- 1988 : Un cri dans la nuit (Evil Angels) : Charlwood
- 1987 : Olive : Anthony Wheeler
- 1987 : The Year My Voice Broke : Sergent Pierce
- 1987 : Cry Freedom : Richie
- 1985 : Meurtre à Empty beach (The Empty Beach) : Brian Henneberry
- 1984 : The Coolangatta Gold : Joe Lucas
- 1979 : Licensed to Love and Kill : Jensen Fury
- 1977 : Summerfield : Simon Robinson
- 1976 : The Strange Case of the End of Civilization as We Know It : le 1er Australien
- 1976 : The Devil's Playground : Frère Victor
- 1969 : La Bataille d'Angleterre (Battle of Britain) : un pilote de la RAF
- 1968 : Le Raid suicide du sous-marin X1 (Submarine X-1) de William A. Graham : Matelot-Chef X-1 sous le nom de Nicholas Tate
- 1968 : Un homme pour l'éternité (A Man for All Seasons) : le capitaine d'armes

### Télévision
| - 2017 : Blacklist : Saison 5, Épisode 7 : Le Groupe Kilgannon (Arthur Kilgannon) - 2011 : City Homicide : L'Enfer du crime (City Homicide) : Ted Mangus (1 épisode) - 2010 : The Pacific : Tom Smee (1 épisode) - 2009 : East of Everything : Gerry Watkins (7 épisodes) - 2004 : Lost : Les Disparus (Lost) : Ray Mullen (1 épisode) - 2003 : Farscape : R. Wilson Munroe (1 épisode) - 2003 : Croisière à haut risque (Counterstrike) : Administrateur Lewis - 2002 : The Junction Boys : Smokey Harper - 2002 : Seconds to Spare : Commander Haggarty - 2001 : Brigade des mers (Water Rats) : Sergent Ray Bock (1 épisode) - 2001 : Le Monde perdu (The Lost World) : Docteur William Gull (1 épisode) - 2000 : Diagnostic : Meurtre (Diagnosis Murder) : Capitaine Kennedy (1 épisode) - 1999 : X-Files (The X Files) : Docteur Eugene Openshaw (épisode Toute la vérité) - 1998 - 2000 : JAG : Jimmy Blackhorse (2 épisodes) - 1998 : Star Trek : Deep Space Nine : Bilby (1 épisode) - 1998 : Docteur Quinn, femme médecin (Dr. Quinn, Medicine Woman) : Martin Chesterfield (2 épisodes) - 1996 : La Vie à cinq (Party of Five) : un professeur (1 épisode) - 1996 : FX, effets spéciaux (F/X: The Series) : Dingo Hand (1 épisode) - 1993 : Guerres privées (Civil Wars) (1 épisode) - 1992 - 1996 : Arabesque (Murder, She Wrote) : Stillwell/Jarvis (2 épisodes) - 1992 : Business Woman - 1992 : The President's Child : Lipton - 1992 : Matlock : Bob (1 épisode) - 1991 : Night Court : John Taylor (1 épisode) - 1990 : Star Trek : La Nouvelle Génération (Star Trek: The Next Generation) : Dirgo (1 épisode) - 1989 : Police State - 1989 : Dolphin Cove : le baron Trent - 1989 : Open House : Roger McSwain (2 épisodes) - 1988 : The Alien Years : North - 1988 : True Believers : Les Hayden - 1988 : Boon : Ross Townsend (1 épisode) - 1987 : The Flying Doctors : Nigel Haughton (1 épisode) | - 1985 - 1986 : Sons and Daughters : James Hamilton (38 épisodes) - 1984 : Special Squad : Len Harris (1 épisode) - 1983 : Patrol Boat : Major Winn (2 épisodes) - 1983 : Scales of Justice : Procureur général - 1982 : A Country Practice : Graham Porter (2 épisodes) - 1981 : Spearhead : Tim Hoffman - 1981 : The Gentle Touch : Johnny Delvaux (1 épisode) - 1981 : Holiday Island : Neil Scott - 1980 : Play for Today : Steve Jackson (1 épisode) - 1980 : Number on End - 1979 : A Place in the World : Kenneth Reissel - 1979 : Danger UXB : Lieutenant Chris Craik (1 épisode) - 1979 : Chopper Squad : Jeff Burns (1 épisode) - 1976 : Journey Through the Black Sun : Alan Carter - 1976 : Destination Moonbase Alpha : Alan Carter - 1976 : Alien Attack : Alan Carter - 1976 : Cosmic Princess : Alan Carter - 1975 : NBC Special Treat : Capitaine Harry Masters (1 épisode) - 1975 - 1977 : Cosmos 1999 (Space: 1999) : Alan Carter (45 épisodes) - 1974 : Ryan : Moore (1 épisode) - 1973 : Crown Court : Docteur Stephen Saul (1 épisode) - 1972 : Division 4 : Roy (1 épisode) - 1972 : Over There (1 épisode) - 1972 - 1973 : Spyforce : Matt Parsons (4 épisodes) - 1972 - 1973 : Homicide : Barry West (3 épisodes) - 1972 - 1973 : Boney : Sergent Peter Irwin (2 épisodes) - 1971 : Matlock Police : Frank Ross (1 épisode) - 1970 - 1971 : Dynasty : Peter Mason - 1969 : The Troubleshooters : Gurd Lingstrom (1 épisode) - 1968 : Sherlock Holmes : James McCarthy (1 épisode) - 1968 : Dixon of Dock Green : Don Ross (1 épisode) - 1968 : Detective : Watt Hatchett (1 épisode) - 1966 : The Wednesday Play : Trevor James (1 épisode) - 1965 : My Brother Jack |

## Doublage

### Films, TV, Dessins animés
- 1986 : Ivanhoe : Sir Cedric
- 1987 : Rob Roy
- 1994 : Planète rouge (Red Planet) : leader de la colonie
- 1996 : The Real Adventures of Jonny Quest : Darcy, pirate no 2, pirate no 3 et chasseur no 2 (2 épisodes)
- 2004 : Mementos : un détective

### Jeux vidéo
- 1996 : Star Wars: Shadows of the Empire (Star Wars: Shadows of the Empire) : Prince Xizor / IG-88
- 2000 : Escape from Monkey Island (Escape from Monkey Island) : Ozzie Mandrill